# 平良港
24°48′40″N 125°16′26″E / 24.81111°N 125.27389°E

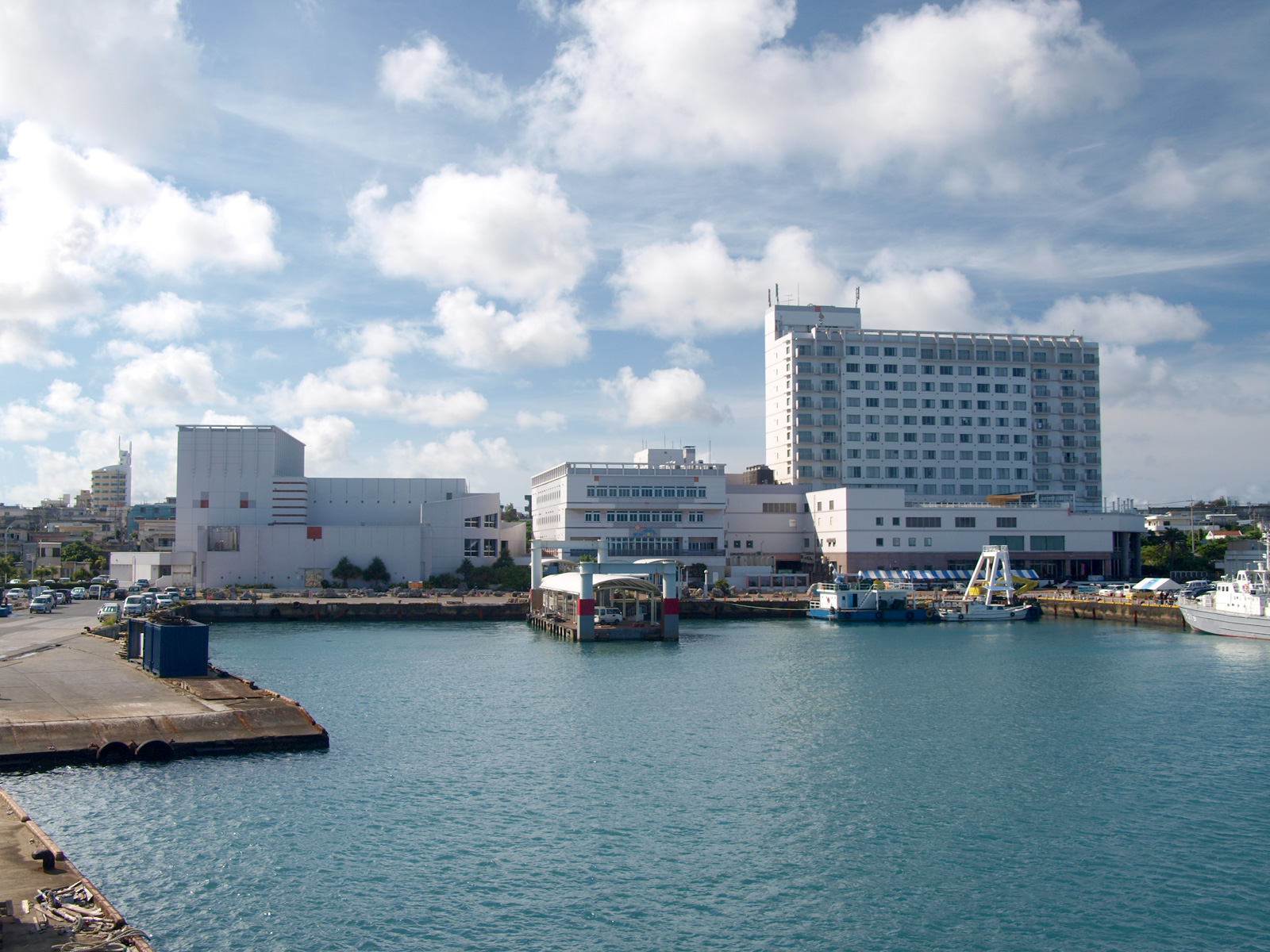
平良港（漲水地區）

平良港（日语：／ Hirara-kō，琉球語：／ ）是日本宮古島的一個重要港口，位於沖繩縣宮古島市。港灣的管理者為宮古島市。平良港也是宮古群島的中心港口。
平良港自古就是宮古島重要港口，在琉球國時代被稱為漲水泊、漲水港。漲水地區是當地最早被開發的地區，現今成為貨物和旅客船隻出發的中心。平良港自北向南共有4個埠頭。

## 外部連結
- 國土交通省平良港灣事務所 （页面存档备份，存于）（日語）